# Michael Angarano
Michael Anthony Angarano (ur. 3 grudnia 1987 w Nowym Jorku) – amerykański aktor filmowy i telewizyjny pochodzenia włoskiego i żydowskiego. Wystąpił w roli Elliota w sitcomie Will & Grace (2001–2006, 2017).